# Наргис (циклон)
Циклон Наргис — тропический циклон, обрушившийся 2 мая 2008 года на Мьянму, государство Юго-Восточной Азии, расположенное в западной части полуострова Индокитай. Пострадали, но в значительно меньшей степени, также Шри-Ланка, Бангладеш и Таиланд. Циклон образовался ночью 27 апреля 2008 г. в Бенгальском заливе и двигался первоначально в северо-западном направлении к побережью Индии. 28 апреля, находясь на расстоянии примерно 550 км от побережья, он практически не перемещался, но скорость ветра в спиральных завихрениях значительно увеличилась, и службой Joint Typhoon Warning Center он был классифицирован как ураган. Утром 29 апреля скорость ветра достигала уже 160 км/ч, циклон начал двигаться в северо-восточном направлении. Предполагалось, что «Наргис» достигнет юго-восточного побережья Индии или Бангладеш. В течение суток скорость ветра несколько раз уменьшалась. 1 мая направление движения циклона изменилось на восточное, с одновременным усилением скорости ветра. Утром 2 мая, по данным National Hurricane Centers, она составляла уже 215 км/ч. В полдень Наргис достиг побережья мьянманской провинции Иравади.

## Жертвы и разрушения

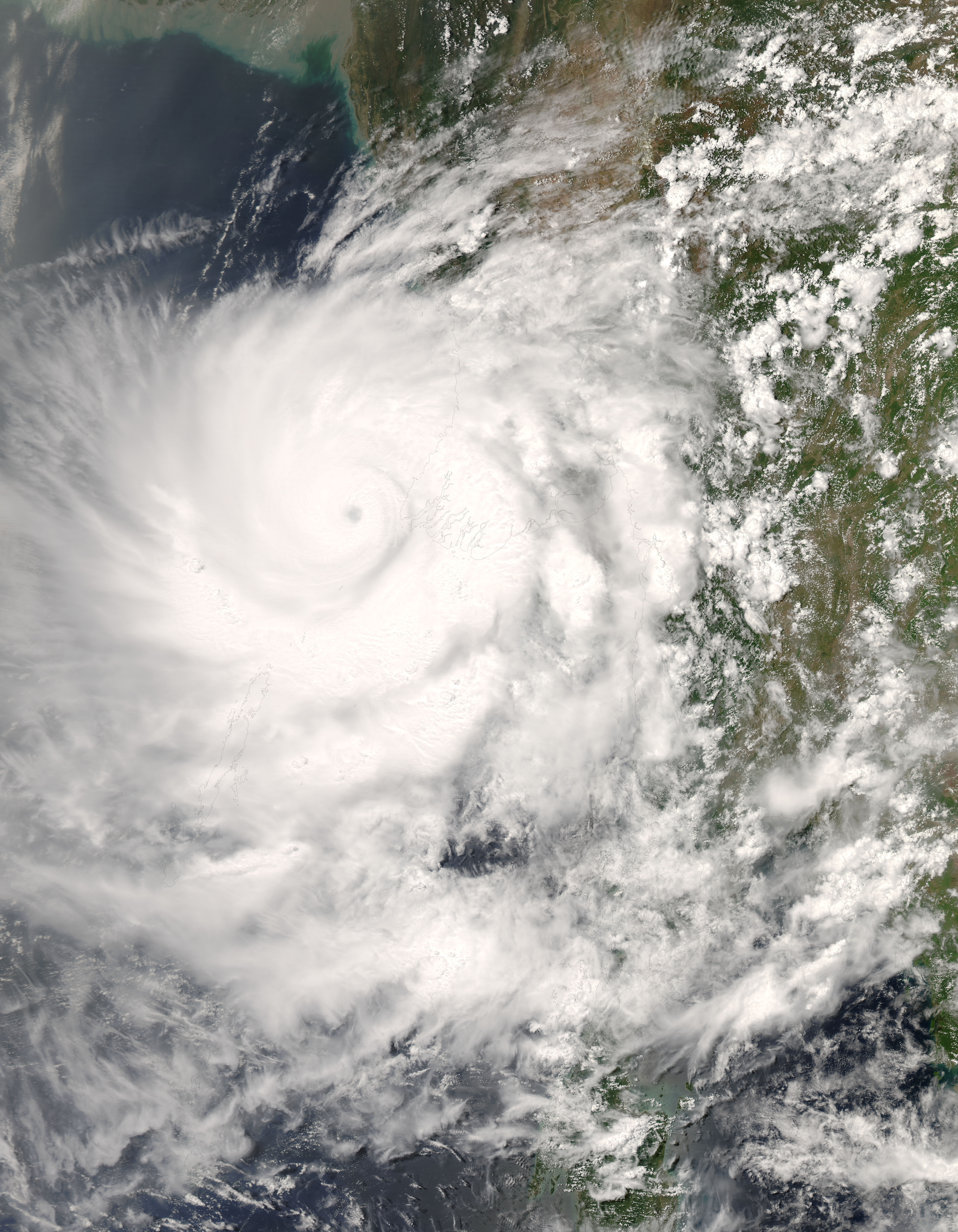
Спутниковый снимок циклона, подходившего к берегу

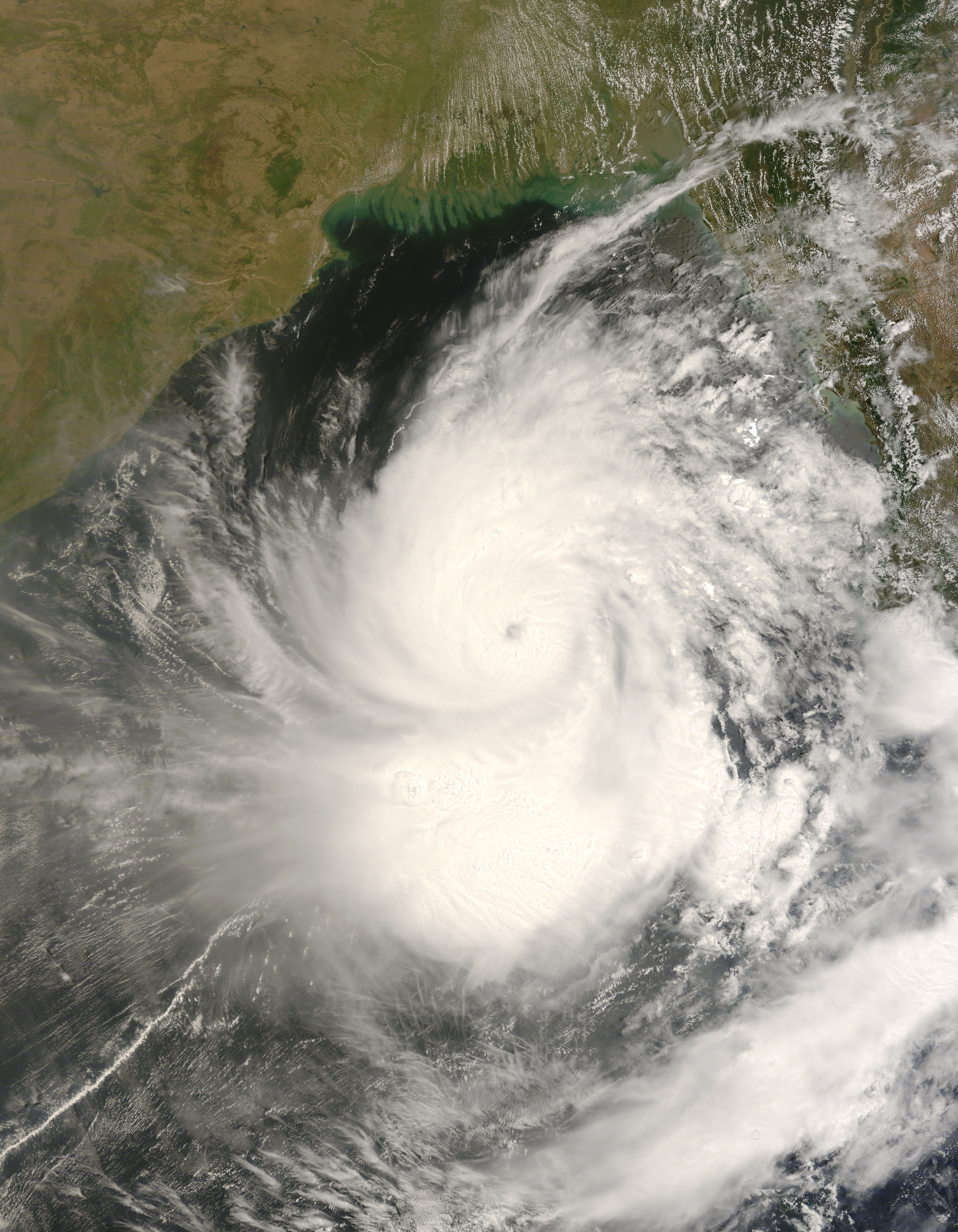
Циклон Наргис 1 мая

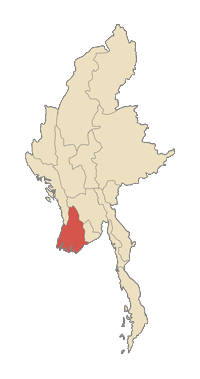
Больше всего пострадала провинция Иравади

По данным ООН, серьёзно пострадало 1,5 миллиона человек; 90 тысяч человек погибли; ещё 56 тысяч пропали без вести. От разгула стихии пострадал самый крупный город страны — Янгон, а многие населённые пункты стёрты с лица Земли. Большая часть страны осталась без электричества, улицы завалены мусором и обломками деревьев, нарушена телефонная связь, прерван доступ в Интернет.

## Ликвидация последствий
Гуманитарную помощь оказали многие страны мира и международные организации (Таиланд, ООН, ЕС, ЮНЕСКО, Италия, Индия, Индонезия, Франция, США, Великобритания, ФРГ, Саудовская Аравия, Катар и др).
Всемирный Банк финансовую помощь не оказал в связи с тем, что страна с 1998 года не обслуживала долг.
| Страна         | Вклад                                                                                  |
| -------------- | -------------------------------------------------------------------------------------- |
| Австралия      | $23,5 млн                                                                              |
| Бангладеш      | 20 тонн продуктов и лекарств                                                           |
| Бельгия        | €250,000 и €100,000 от Фландрии                                                        |
| Бруней         | Гуманитарная помощь                                                                    |
| Великобритания | £17 млн ($33,5 млн)                                                                    |
| Венгрия        | $300,000, продукты, лекарства, гуманитарная помощь                                     |
| Вьетнам        | $200,000                                                                               |
| Германия       | $3 млн                                                                                 |
| Нидерланды     | $1,55 млн, €1 млн                                                                      |
| Греция         | $200,000, лекарства, гуманитарная помощь                                               |
| Дания          | $2,1 млн                                                                               |
| ЕС             | $3 млн                                                                                 |
| Израиль        | $100,000, продукты и лекарства                                                         |
| Индия          | Более 140 тонн гуманитарной помощи: палатки, продукты, лекарства                       |
| Индонезия      | $1 млн, продукты и лекарства                                                           |
| Ирландия       | $1,55 млн                                                                              |
| Испания        | $775,000                                                                               |
| Камбоджа       | $50,000                                                                                |
| Канада         | $2 млн                                                                                 |
| Китай          | $10 млн, гуманитарная помощь                                                           |
| Лаос           | $20 млн, ценные продукты                                                               |
| Латвия         | 200,000 ($90,000)                                                                      |
| Македония      | $50,000                                                                                |
| Малайзия       | $4,1 млн                                                                               |
| Новая Зеландия | $1,15 млн                                                                              |
| Норвегия       | $1,96 млн                                                                              |
| Пакистан       | Гуманитарная помощь, мобильный госпиталь                                               |
| Россия         | 80 тонн гуманитарной помощи: палатки и продукты                                        |
| Сан-Марино     | €30,000                                                                                |
| Сербия         | Лекарства, гуманитарная помощь                                                         |
| Сингапур       | $200,000                                                                               |
| США            | $196 миллионов (c 2008 — по 2012 год)                                                  |
| Таиланд        | $100,000, продукты и лекарства                                                         |
| Тайвань        | $200,000                                                                               |
| Турция         | $1,6 млн                                                                               |
| Украина        | 40 тонн гуманитарной помощи, фильтры для воды, продукты питания                        |
| Филиппины      | $500,000, гуманитарная помощь, лекарства                                               |
| Финляндия      | €300,000                                                                               |
| Франция        | €775,000, 1,500 тонн лекарств, продуктов, питьевой воды                                |
| Чехия          | $154,000                                                                               |
| Швейцария      | $475,000                                                                               |
| Швеция         | Системы очистки воды                                                                   |
| Япония         | $267,000, палатки, генераторы, $10 млн через Всемирную Продовольственную программу ООН |